# Estrela do Oriente (Belo Horizonte)
Estrela do Oriente é um bairro localizado na região Oeste de Belo Horizonte.